# Шатовский сельсовет
Шатовский сельсовет — упразднённое сельское поселение в Арзамасском районе Нижегородской области Российской Федерации.
Административный центр — село Шатовка.

## История
Статус и границы сельского поселения установлены Законом Нижегородской области от 15 июня 2004 года № 60-З «О наделении муниципальных образований - городов, рабочих поселков и сельсоветов Нижегородской области статусом городского, сельского поселения». В 1977 году ликвидировано село Хохлово в соответствии с решением исполкома Арзамасского Совета депутатов трудящихся (19.10.1977).
Упразднён 1 января 2023 года.

## Население
| 2002  | 2010  | 2012  | 2013  | 2014  | 2015  | 2016  |
| ----- | ----- | ----- | ----- | ----- | ----- | ----- |
| 2274  | ↘2141 | ↘2099 | ↘2042 | ↘1986 | ↗2007 | ↘2004 |
| 2017  | 2018  | 2019  | 2020  | 2021  |       |       |
| ↘1986 | ↘1955 | ↘1910 | ↘1892 | ↗1935 |       |       |

## Состав сельского поселения
| № | Населённый пункт                 | Тип населённого пункта       | Население |
| - | -------------------------------- | ---------------------------- | --------- |
| 1 | 2-го участка совхоза «Шатовский» | посёлок                      | ↘0        |
| 2 | Беговатово                       | село                         | ↘92       |
| 3 | Бестужево                        | село                         | ↘15       |
| 4 | Панфилово                        | село                         | ↘39       |
| 5 | Пушкарка                         | село                         | ↘168      |
| 6 | Тамаевка                         | деревня                      | ↗6        |
| 7 | Троицкий Скит                    | посёлок                      | 47        |
| 8 | Шатовка                          | село, административный центр | ↘1774     |

## Местное самоуправление
Главы местного самоуправления

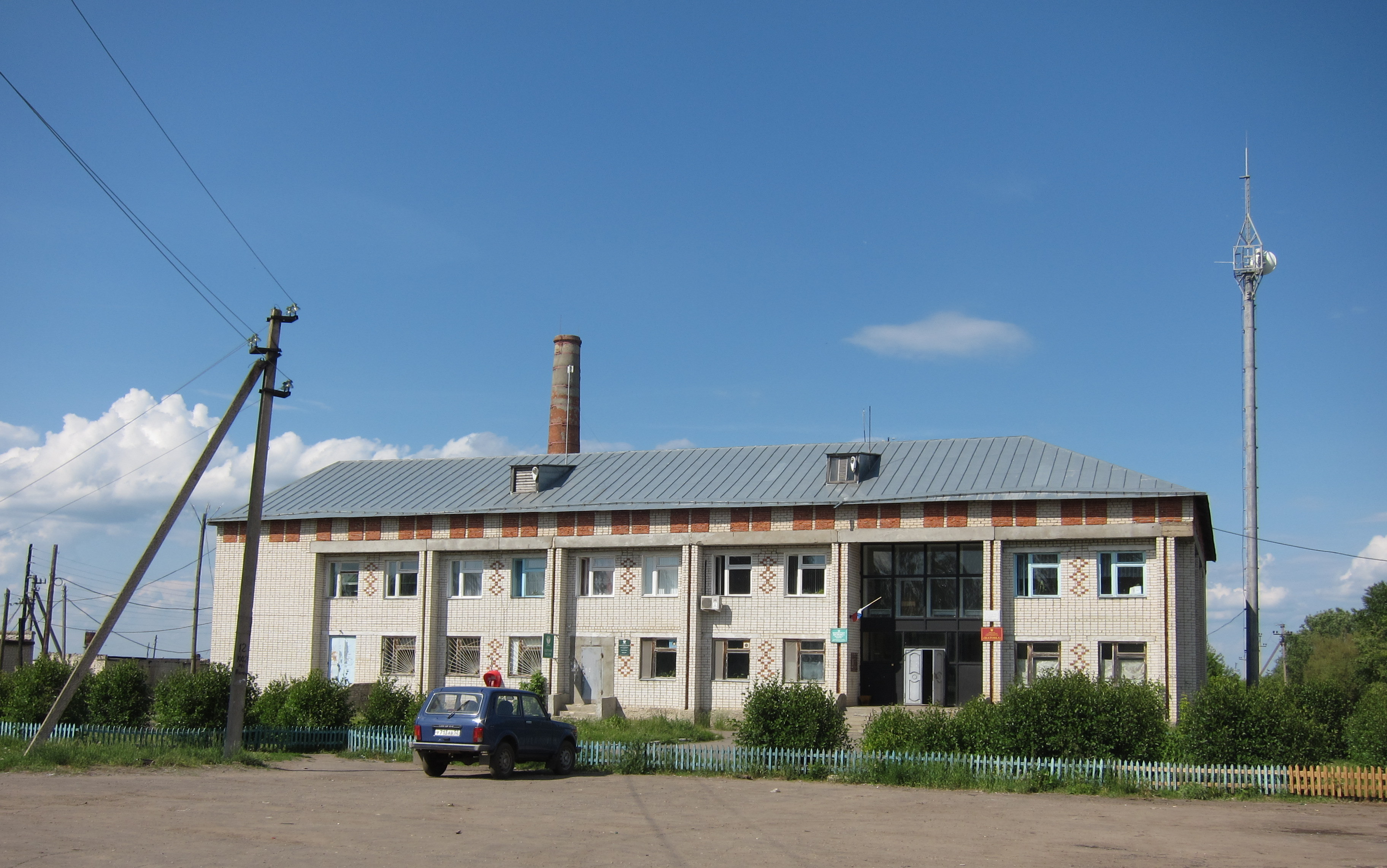
Здание администрации

- Макарова Людмила Леонидовна (2008 - 2016 г.г.)
- Пастух Сергей Иванович (с 2016 г.)